# يانوش كورتشاك
يانوش كورتشاك (بالعبري:יאנוש קורצ'אק)، (بالبولونية:Janusz Korczak)،(بولندا 1878 – 1942)، هو طبيب أطفال وبيداغوجي بولندي من أصل يهودي، يعد أحد أبرز وأقدم الشخصيات المؤثرة في مجال التربية،  والمدافعة عن حقوق الطفل خلال القرن العشرين.

## روابط خارجية
- يانوش كورتشاك على موقع IMDb (الإنجليزية)
- يانوش كورتشاك على موقع الموسوعة البريطانية (الإنجليزية)
- يانوش كورتشاك على موقع مونزينجر (الألمانية)
- يانوش كورتشاك على موقع ألو سيني (الفرنسية)
- يانوش كورتشاك على موقع كينوبويسك (الروسية)